# Особняк А. И. Дерожинской
Особня́к Алекса́ндры Ива́новны Дерожи́нской — жилой дом в Кропоткинском переулке Москвы. Построен в 1901—1904 годах по проекту архитектора Фёдора Шехтеля для Александры Дерожинской, владелицы текстильного предприятия «Товарищество мануфактур Ивана Бутикова». Признан одним из самых выразительных образцов московского модерна.
С 1959 года здание занимает посольство Австралии. С 1995-го имеет статус объекта культурного наследия федерального значения. В период с 2009 по 2013 год особняк был отремонтирован, проект восстановления получил гран-при конкурса «Московская реставрация».

## История

### Александра Дерожинская
Земельное владение на месте будущего особняка Дерожинской в конце 1780-х годов занимала усадьба А. А. Наумова: в неё входили одноэтажный деревянный дом, несколько флигелей и служебных построек. В 1788—1789 годах у него гостил поэт Гавриил Державин. Позднее владение в Штатном (современном Кропоткинском) переулке было записано на Аграфену Васильевну Демидову, супругу гвардии поручика. В 1828—1838 годах в усадьбе жила мемуаристка Елизавета Янькова.
В начале XX века дом № 13 в Штатном переулке выкупила Александра Дерожинская (1876—после 1920), дочь купца-старообрядца 1-й гильдии Ивана Ивановича Бутикова (1830–1885). Ему принадлежали несколько текстильных фабрик и многочисленная недвижимость: особняки, загородная усадьба, магазин на Мясницкой улице. После смерти родителей и дяди, который не имел детей, Александра Ивановна унаследовала весь капитал и возглавила «Товарищество мануфактур Ивана Бутикова». Под её руководством семейное предприятие вышло из кризиса и вновь стало прибыльным. Александра Ивановна (в первом браке замужем за  П.П.Рябушинским) на момент постройки особняка носила фамилию своего второго супруга, поручика лейб-гвардии конного полка Владимира Валериановича Дерожинского (ок. 1870–1923). Современники называли её одной из самых эксцентричных и влиятельных дам Москвы, которая открыто нарушала принятые в обществе каноны. Например, она одна из первых вступила в повторный брак, причём вне рамок общины старообрядцев. Хотя три поколения рода Бутиковых жили на Остоженке, Дерожинская переехала в Штатный переулок и в своём новом доме не установила молельную, как было принято в её семье.
В 1901 году Дерожинская пригласила для строительства своего нового особняка самого востребованного архитектора того времени, признанного мастера модерна Фёдора Шехтеля. В работе над проектом также принимал участие его помощник Александр Галецкий. Деревянная застройка была снесена, на её месте возвели новые служебный флигель и гараж. Проект отличался самым современным на момент строительства техническим оснащением: в особняке были электричество, телефон, водопровод, канализация, система водяного отопления и вытяжной вентиляции. Комплекс зданий окружили декоративной оградой с выразительными въездными воротами. В честь окончания строительства 6 февраля 1903 года Дерожинская устроила приём, меню обеда для которого также создал Шехтель.
Уже в 1910-м Александра Ивановна вступила в третий брак с Иваном Ивановичем Зиминым (1875–1922), сыном И.Н.Зимина, совладельцем «Товарищества Зуевской мануфактуры И. Н. Зимина». Консул Великобритании в 1912—1917 годах в Москве Брюс Локхарт вспоминал:
Мне занимательно было наблюдать, как мадам Зимина, московская миллионерша, каждое воскресенье обедала и играла в бридж со своими тремя мужьями — двумя бывшими и одним настоящим. Это показывало толерантность и понимание, которые в то время были за пределами восприятия западной цивилизации. Английские жены, однако, с ханжеским ужасом разводили руками.

### После революции
После октябрьской революции особняк национализировали, в 1918 году его заняло Культурно-просветительское общество Украинской рады. Годом позже в доме разместился внешкольный отдел Наркомпроса, которым заведовали Надежда Крупская и её заместитель — супруга Глеба Кржижановского. С 1921-го особняк передали в ведение Бюро по обеспечению иностранцев и поселили в нём делегатов III конгресса Коминтерна, в 1924-м — норвежскую дипломатическую миссию. Затем в особняке размещался редакционно-издательский отдел Главполитпросвета, в котором работал писатель Александр Воронский.
С 1925 до начала 1930-х годов особняк занимали представительства Узбекской, Туркменской и Таджикской ССР . В этот период сильно пострадали интерьеры: пропала оригинальная мебель, была изменена планировка главного холла, разобран камин кабинета, демонтированы светильники. В 1925 году здание заняла дипломатическая миссия Китая, которая с 1928-го получила статус посольства. С декабря 1949 года по февраль 1950-го его посещал Мао Цзэдун. C 1959 года особняк передан посольству Австралии.

### Современность
20 февраля 1995 года особняк получил статус объекта культурного наследия федерального значения. К концу 2000-х здание сильно обветшало, несущие конструкции, фундамент и кровля были близки к аварийному состоянию, пострадали интерьеры и отделка. В 2009-м подготовили проект реставрации, средства на восстановление особняка предоставил ГлавУпДК при МИД России, бюджет составил 325,4 млн рублей. Работы проводил коллектив института «Спецпроектреставрация» под руководством Натальи Танковой.
Стены и потолок гостиной оформили бумажными фотообоями с репродукцией фресок Виктора Борисова-Мусатова, воссозданных по эскизам из архивов Третьяковской галереи. Некоторые элементы внутренней отделки, например резные панно из дуба и стеллажи библиотеки, были окрашены в тёмный цвет, что исказило изначальный замысел и сделало интерьеры более «тяжеловесными». Проект получил главную премию на конкурсе «Московская реставрация». После завершения работ здание вновь поступило в распоряжение австралийского посольства.

## Архитектура
Как и в шехтелевском проекте особняка Зинаиды Морозовой на Спиридоновке, здание дома Дерожинской размещается в глубине участка, поодаль от красной линии переулка. Парадный вход расположен со стороны двора, а к проезду обращено одиннадцатиметровое арочное окно в раме из двух башенок. Ограда визуально уравновешивает здание, придавая ему монументальности, и также сглаживает неравномерность распределения мелкого лепного декора, которым правая часть обработана значительно сильнее левой. Особый узор решётки — спиральный многогранник «Роза Глазго» — повторяется во внутренней отделке и является связующим стилистическим звеном всей композиции.
Общее планировочное решение напоминает «Дом художника» в Кракове работы австрийского архитектора Йозефа Ольбриха: здание словно составлено из разновеликих кубов, которые создают асимметричную, но равновесную композицию. По мнению искусствоведа Марии Нащокиной, особняк Дерожинской стал вершиной творчества Шехтеля как основоположника московского модерна и послужил прототипом для работ многих других архитекторов, во многом предвосхитив кубизм XX века. При этом проект получал и негативную оценку: например, художник Борис Николаев называл его «чудовищным зданием, которое преследует, как кошмарный сон».

### Интерьеры
Оформление особняка характеризуется как смесь «поэтической романтики и декадентской тревоги». Считается, что Шехтеля вдохновила на проект Первая симфония Александра Скрябина. Общую задачу здания зодчий характеризовал как «архитектурный миф», в котором у каждой детали есть глубокий смысл, даже прозаические бытовые мелочи одухотворяются. Архитектор создавал эскизы для всех малых форм в интерьере, от светильников до дверных ручек, при этом главная роль отводилась свободному пространству. Чтобы сместить на него акцент, все предметы мебели и отделки оттеснялись к стенам, освобождая максимум места.
Первый этаж занимали просторная гостиная, библиотека, кабинет и спальни, на втором размещались детская, комнаты гувернанток. Главным помещением особняка является просторная гостиная первого этажа. По мнению искусствоведов, в качестве прообраза для неё Шехтель использовал дорический храм: камин «Адам и Ева» в восточной части заменяет собой алтарь, а высокое арочное окно на западе — вход в адитон. Как и во многих других проектах, зодчий сделал камин главным акцентом всего зала: по высоте он значительно превышает масштаб дверных проёмов. Портал окружает мраморная рамка с двумя фигурами, женская повёрнута спиной, мужская — лицом к залу. Городская легенда объясняет их позы отсылкой к сложной личной жизни хозяйки дома.
Продолжая тему античного храма, Шехтель планировал украсить главную гостиную росписями на тему времён года. Фрески должны были располагаться по всей поверхности потолка и верхней части стен, а их общая площадь составить 250 м². Исполнителем архитектор пригласил молодого художника Игоря Грабаря, Ознакомившись с его эскизами, Дерожинская предложила гонорар в 5 тысяч рублей вместо 10, которые озвучил живописец, поэтому контракт заключён не был. После Грабаря Шехтель пригласил своего друга, уже признанного мастера Виктора Борисова-Мусатова, однако хозяйка отвергла и его работу. Поскольку Шехтель был в отъезде, убедить заказчицу так же, как ему удалось в случае с Зинаидой Морозовой и панно Михаила Врубеля, было невозможно. Борисов-Мусатов писал коллеге Александру Бенуа:
Моя фреска потерпела фиаско... Сделал я четыре акварельных эскиза, и они всем очень понравились... Владелица же палаццо, где нужны эти фрески, благородно ретировалась, предложив за них гроши.
Борисов-Мусатов умер осенью 1905 года, стены главной гостиной особняка остались окрашенными в белый цвет. В отсутствие росписей главным выразительным средством архитектурного оформления стало дерево: вся внутренняя отделка и встроенная мебель выполнены из светлого дуба. В них также отмечается влияние работ Ольбриха, особенно в многочисленных панно, которые были по-своему интерпретированы Шехтелем. Например, в библиотеке стеллажи стилизованы под рощу из деревьев с пышными кронами, которые ограждают винтовую лестницу к антресоли с дополнительными шкафами. Влияние английского модерна заметно в оформлении столовой — потолок помещения подчёркнут балками, а мебель выполнена под заметными влиянием дизайна Чарльза Макинтоша. Совершенно иначе решён потолок в спальне хозяйки: угловые зоны были оформлены лепниной, в которую вмонтированы лампы точечного освещения.
Камин в кабинете украшал беломраморный рельеф с фигурами панафинейских всадников. Шехтель часто цитировал этот античный образ и использовал его как своеобразный автограф во всех главных творениях. Над скульптурами к потолку шёл асимметричный перспективный портал, оформленный многочисленными светильниками-пирамидками.
Важными в оформлении интерьеров также стали кованые предметы — решётки, светильники, дверные ручки. Люстра столовой создана по эскизу Шехтеля в виде четырёх спиралей с плафонами в форме цветочных бутонов, а лестницы обрамлены узором, дублирующим ограду особняка. Ручка на внутренней части парадной двери сделана в виде крупного чёрного паука. Согласно городской легенде, эта деталь делалась одной из заключительных при строительстве и в ней Шехтель отразил своё восприятие хозяйки дома.